# Abația infinită
Abația infinită (2005) este un roman science fiction scris de Dan Doboș. Este al treilea volum al trilogiei Abația.

## Istoria romanului
Odată cu plecarea lui Vlad Popescu de la editura Nemira, relațiile lui Dan Doboș cu aceasta s-au deteriorat. După ce insistențele repetate ca editura să își respecte obligațiile contractuale au fost lipsite de succes, scriitorul a notificat-o în legătură cu desfacerea contractului. Deși părăsise editura, Popescu l-a încurajat pe Doboș să nu abandoneze proiectul trilogiei, așa încât aceasta a apărut cu o întârziere de un an la editura familiei autorului.
Deși inițial titlul volumului fusese anunțat ca fiind Infinita Abație, odată cu publicarea propriu-zisă termenii au fost inversați, cartea apărând sub titlul Abația infinită. Până la sfârșitul anului 2006 cartea se vânduse deja în 2.000 de exemplare.

## Intriga
Arrus pornește într-un voiaj cosmic pentru a descoperi secretele Quintaratului. Primul popas îl face pe Aldebaraan, acolo unde sunt crescuți simbionții care modifică oamenii, permițând selecția quinților. Dar ruinele Imperiului au devenit acum casa unor secte dornice să impună viziunea propriului adevăr, distrugând toate urmele care amintesc de vechea orânduire. Arrus este nevoit să se refugieze pe Eck, planeta pe care s-au retras Johansson și Oksana pentru a aștepta nașterea noului mesia, obținut din mâna mumificată a unei clone a Sfântului Augustin cel Nou.
Nici Kyrallul nu este scutit de furia religioasă, dar Xtyn are forța necesară pentru a se opune rebelilor. Totuși, el se dovedește incapabil să împiedice epidemia care decimează populația triburilor kyralliene după contactul cu alimentele Imperiului și nici nu reușește să salveze de la distrugere psiacul. Acest lucru are un impact devastator asupra comunicațiilor din fostul Imperiu.
Pe Noul Z, singura matcă rămasă se folosește de Zuul pentru a distrage atenția celor patru quinți care o supraveghează. Ea dă naștere unei noi populații de bahlah, care gândesc singuri și reușește să ducă la moartea tuturor quinților.
Pe Eck, identitatea de quint a Oksanei este scoasă la lumină de Barna și Șestov, dar Johansson nu reușește să o elimine pe fosta lui iubită. Protejată de Marii, ea ajunge la Negal și Bellen, cei doi tineri care încearcă să construiască un calculator a cărui putere de calcul să îl ridice la rangul unei divinități. Tot aici, Arrus descoperă un lac de Accun și află că Alambicul de Dumnezei nu reprezintă decât copia în accun a zeului straniu al zeților.
Xtyn se luptă să facă față celor trei personalități care sălășuiesc în el și descoperă că arborii nebri păstrează în ei matricea sufletelor tuturor morților de pe Kyrall, inclusiv a Abatelui și a lui Zerri. Cu ajutorul lor se sacrifică pentru a distruge zeul străin din Alambic, permițând omenirii să o ia de la început.

## Opinii critice
Aurel Cărășel apreciază că, deși ”are ambiția de a explica toate tainele [ trilogiei Abația ] . . . explicațiile sunt coerente, dar rămân explicații, majoritatea voit prea filozofice; ele nu ajută la conturarea atmosferei din primul volum al seriei, care ste, în mod evident, cel mai bine realizat”. Pe de altă parte, site-ul Bookblog.ro este de părere că ”Trilogia lui Dan Doboș se încheie frumos, asemenea unui cerc”, lăudându-i romanului ”structura liniară, cu planuri paralele care urmăresc destinele personajelor importante”.

## Lista personajelor
- Arrus - Făurar al tribului Omenori
- Xtyn - Preot al tribului Omenori, în care s-au trezit personalitățile altor trei oameni: quintul Rimio de Vassur, frizerul Augustin Bloose și Augustin de Hipona
- Rimio de Vassur - fost quint imperial, ucis în Abație de cele două Marii
- Augustin Bloose - fost frizer în Corpul celor O Mie de Voluntari și fondatorul Abației
- Augustin de Hipona - fost episcop, filozof, teolog și doctor al Bisericii creșinte, care a trăit între anii 354-430 e.n.
- Alaana - operator al psiacului de pe Kyrall, devenită maestru al quinților
- Oksana Bint Laesia - quint imperial în care sălășuiesc două personalități aparținând Corpului celor O Mie de Voluntari: cea a Oksanei și cea a lui Johansson
- Bolt Johansson Durdrin - clona de pe Durdrin a lui Johansson
- Șestov - clonă a unui membru al Corpului celor O Mie de Voluntari
- Barna - clonă a unui membru al Corpului celor O Mie de Voluntari
- Maria și Airam - cele două clone gemene ale Abației
- Attan Villerte - quint imperial
- Leka Hinnedi - quint imperial
- Allin Perse - quint imperial
- Heyyn Tars - quint imperial
- Zuul - Stăpânul Suprem al zeților
- Negal - fiul lui Stin și al Xentyei
- Ballen - prieten al lui Negal
- Meim Darto - proprietar al unei crescătorii de simbionți de pe Aldebaraan
- Alissa - conducătoarea crescătorilor de simbionți de pe Aldebaraan
- Avraam - fanatic de pe Clarons, care încearcă să îl ucidă pe Xtyn
- Zerri - fosta iubită a lui Jorlee/Xtyn
- Radoslav - fost Abate

## Ediții
- 2005 - Abația infinită, Ed. Media-Tech, 336 pag., ISBN 973-8364-17-5
- 2008 - Abația, Ed. Millennium Press, 800 pag., ISBN 978-6068-113-50-0 - ediție omnibus care cuprinde întreaga trilogie
- 2014 - Abația, Ed. Millennium Press, 800 pag., ISBN 978-606-8113-95-1 - ediție omnibus care cuprinde întreaga trilogie